# Sloup se sochou Panny Marie (Dolní Adršpach)
Sloup se sochou Panny Marie je mariánský sloup v Dolním Adršpachu v okrese Náchod u silnice do Teplic nad Metují za odbočkou na Zdoňov.

## Historie
Sloup nechal postavit Franz Hampel, mlynář z "Prostředního mlýna" v roce 1743. Sloup byl opravován v roce 1824. O této opravě existoval na sloupu pamětní zápis:
Renoviert von Franz Hampel Anno 1824

Sloup je podrobně popsán v popisu adršpašského panství z doby po roce 1831, který sepsal Jan Josef Charvát. V roce 1834 zemřel poslední potomek stavitele sloupu z rodiny Hampelových. O sloup nadále pečovali majitelé "prostředního mlýna". V pamětní farní knize je zmíněna oprava sloupu v roce 1885, kdy opravu provedl mlynář Wenzel Karpf. Další oprava proběhla v roce 1905.

## Popis
Sloup stojí vedle silnice obrácený jihozápadním směrem. Na čtvercovém soklu, jehož stěny nesou kartuše s nápisy. V průčelí je oválná kartuše, která je v dolní části doplněna symboly sekyry, mlýnského kola a kružidla s trojúhelníkem. V kartuši je nápis:
HOC OPUS

FIERIFECIT IN

HONOREM IMMACU

LATAE CONCEPTONIS

FRANCISCUS HAMPEL

ANNO

QVO

BOHEMIA AB HOSTIBVS

DIVINO COOPERANTE

AVXILIO LIBERATA

FVIT

Vlevo nad kartuší stojí:
IN MEMORIAM

MDCCCC ESMAM

NATIVITATIS

B. M. V. RENOV.

Vpravo nad kartuší stojí:
SUMT. VENCESLAI
KARPF REN.

ANNO DOM

MDCCLXXXV

Na pravé straně podstavce:
A VFFGE

RICHTET ZVR

ZEIT, WIE MA

RIA THERESIA

KONIGIN IN PRAG

GECROENET

WVURDE

Na levé straně podstavce:
VON ALLEN

TRVBSAALEN

HVNGER VND

NOTH BEHVTTE

VNS O SELIGSTE

IVNG FRAV

MARIA

Na zadní straně podstavce zbytky nápisu barvou:
[nečitelný řádek]

im Jahre 1905

pod ním tesaný nápis
RESPICE FLE

NTES, ET GE

MENTES DEI

GENITRIX, IN

AGONE ESTO

AVXILIATRIX

Na podstavci stojí sloup se šroubovitě stáčeným dříkem. Na něm je korintská hlaVice na které stojí socha Panny Marie Immaculaty.